# Illa Robinson Crusoe

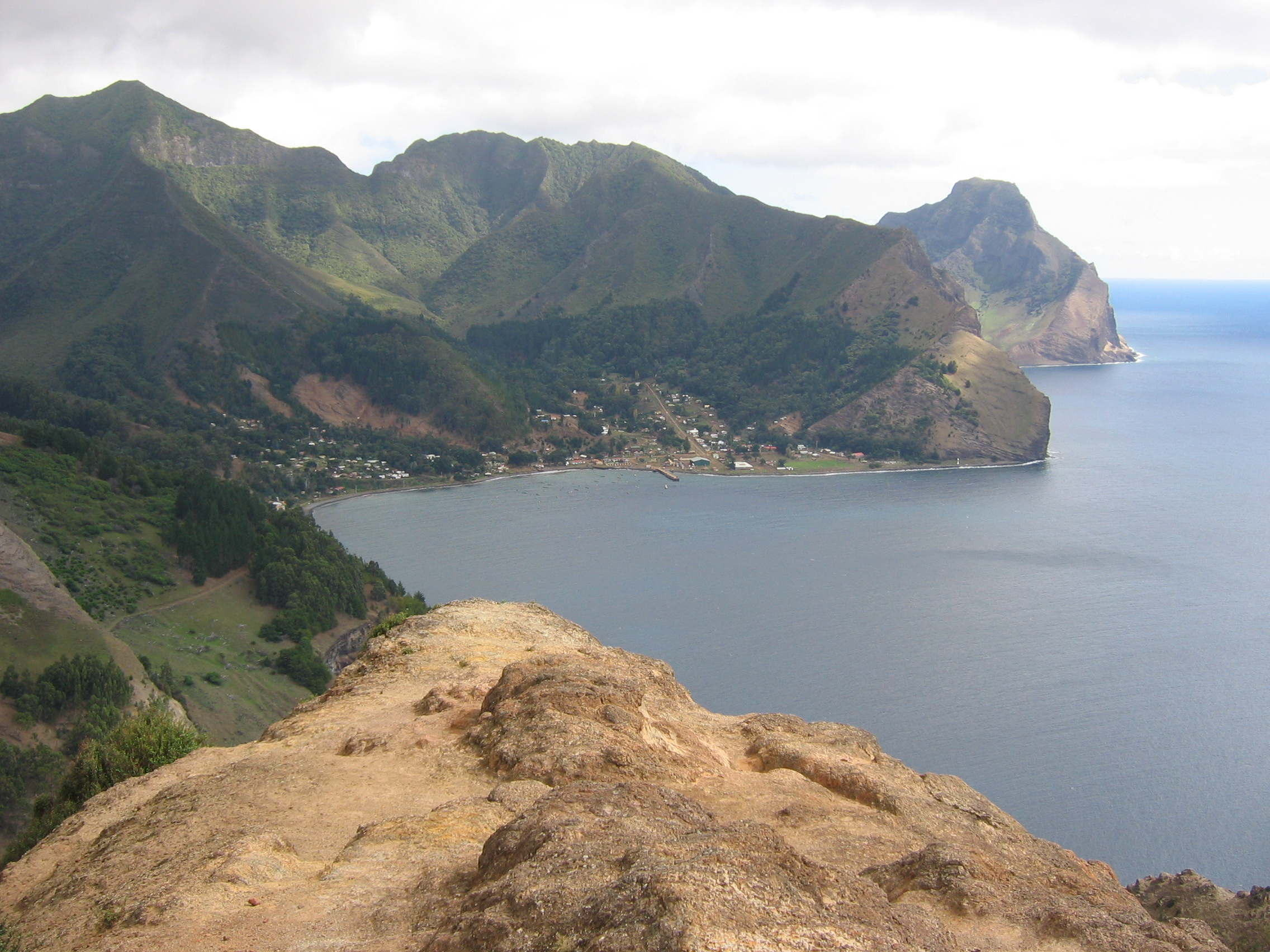
Vista des del Cerro Centinela cap a la Badia Cumberland

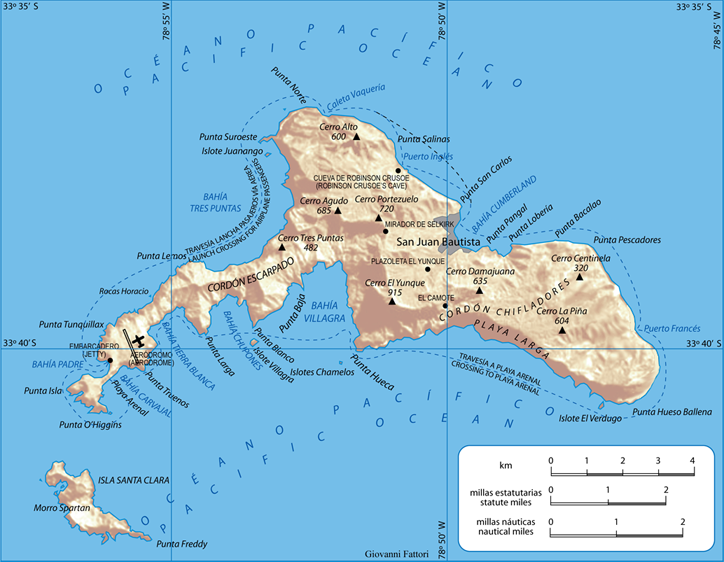
Mapa de l'Illa Robinson Crusoe

L'illa Robinson Crusoe, anomenada antigament Más a Tierra (o Más Atierra), és una illa de Xile que forma part de l'arxipèlag Juan Fernández. Té 96,4 km² i una població de 630 habitants (cens de 2002), considerablement superior als 488 habitants de 1992. Bona part de la població està concentrada al poble de San Juan Bautista a la Badia Cumberland, fundat el 1877 pel Baró Alfredo van Rodt. L'illa fou "descoberta" el 22 de novembre de 1574 pel navegant espanyol Juan Fernández (1528/30-1599).